# Fokker F.IX
Fokker F.IX je linijski putnički zrakoplov razvijen u Nizozemskoj krajem 1920-ih, s ciljem osiguranja redovite povezanosti aviotvrtki KLM s kolonijom Nizozemska istočna Indija. Kako je ubrzo uslijedila Velika gospodarska kriza (1929. – 1933.) tržište za ovaj avion je nestalo a daljnji planovi su odgođeni. Izrađeni avioni korišteni su više ratnih zrakoplovstva kao bombarderi.

## Dizajn i razvoj
F.IX bio je tromotorni jednokrilac s visoko postavljenim krilom i konvencionalnim podvozjem. Krila su bila izrađena od drva, a trup od zavarenih čeličnih cijevi presvučenih platnenom oplatom. Promoviran je na Paris Air Showu 1930. godine na kojem je glasovima publike osvojio "nagradu ljepote". Češki proizvođač zrakoplova Avia kupila je licencu za proizvodnju kako bi izradila bombarder za Ratno zrakoplovstvo Čehoslovačke. Avia je već proizvodila Fokker F.VII pod licencom ali je avion bio premali za ulogu bombardera. Do 1932. godine 12 aviona su bila u službi pod oznakom F.39. Jugoslavija je također kupila dva aviona, kao i licencu za domaću proizvodnju ali se to nije ostvarilo. 
F.39 se razlikovao se od svojih civilnih inačica po dodanim odjeljcima za bombe i po obranbenom mitraljezu ugrađenom u kupoli na donjem dijelu trupa. Avia je sagradila dva primjerka putničkih aviona za Czechoslovakian Airlines pod oznakom  F-IX D (Dopravni - "transport"). Jedan od njih doživio je i Drugi svjetski rat kada je bio uklopljen u Luftwaffe (TF + BO). 
Daljnji razvoj vojne inačice, F.139 s dva motora, nikada nije stiglo dalje od dizajnerskih nacrta. 

## Korištenje
Iako je KLM u 1929. godini planirao nabaviti deset ili više F.IX, pogođeni gospodarskom krizom, uspjeli su kupiti samo dva. Zbog nemogućnosti držanja zaliha rezervnih dijelova za dva aviona, avioni su letjeli samo na europskim rurtama dok je svaki od njih napravio samo po jedan let za Indiju. Jedan avion (PH-AFK) bio je otpisan nakon nesreće 4. kolovoza 1931. a drugi (PH-AGA) bio je prizemljen 1936. godine. Kasnije je preuzet od Španjolskih republikanskih zračnih snaga i letio je tijekom Španjolskog građanskog rata.  

## Inačice

#### Fokker
- F-IX  - tromotorni putnički zrakoplov za KLM.

#### Avia
- F.39  - tromotorni bombarder za Ratno zrakoplovstvo Čehoslovačke.
- F.139  - planirana dvomotorna inačica F.39. Nije izrađivana.
- F-IX D - tromotorni putnički avion za ČSA.

## Korisnici
- - Zrakoplovstvo NDH
- - Luftwaffe
- Čehoslovačka - Ratno zrakoplovstvo Čehoslovačke i ČSA (dva aviona)
- Španjolska – Ratno zrakoplovstvo Španjolske
- Nizozemska – KLM (dva aviona)

## Tehničke karakteristike (Fokker F.IX)
Osnovne karakteristike
- posada: 2 (pilot i kopilot)
- kapacitet: 20 putnika
- dužina: 19,31 m
- raspon krila: 27,16 m

Letne karakteristike
- ekonomska brzina: 172 km/h
- dolet: 1.150 km
- motor: 3 × Gnome-Rhône 9A Jupiter radijalna motora,